# أنطونيو رييس غونزاليس
أنطونيو رييس غونزاليس (بالإسبانية: Antonio Reyes González)‏ (16 أكتوبر 1964 بإشبيلية في إسبانيا - ) هو لاعب كرة قدم إسباني في مركز الوسط. لعب مع إيسيخا بالومبيي وريال بيتيس ونادي ألميريا ونادي إلتشي ونادي خيريث ونادي فياريال وLorca Deportiva CF ‏ وريال بيتيس بي ونادي ماردة ‏.

## وصلات خارجية
- أنطونيو رييس غونزاليس على موقع قاعدة بيانات كرة القدم.إي يو (الإنجليزية)